# Алтин, Джозеф
Джозеф Алтин (англ. Josef Altin; наст. имя Юсуф Алтин (англ. Yusuf Altin); род. 12 февраля 1983) — английский актёр кино и телевидения, наиболее известен по роли Пипара в фэнтезийном сериале HBO «Игра престолов». Другими его известной ролью является роль Экрема в фильме «Порок на экспорт». Он также играл в сериалах «Чисто английское убийство», «Пип-шоу» и «Катастрофа». Он выступил в хитовой пьесе Д. С. Мура «Империя» в театре Ройал-Корт в Лондоне.

## Жизнь и карьера
Джозеф Алтин родился в Лондоне, в турецкой семье. Его первым появлением на телевидение была роль Гэри в драматическом сериале «Психи». Алтин также несколько раз появлялся в сериале «Чисто английское убийство» в нескольких различных ролях: в 2006—2007 гг., он играл Джея Хендерсона, а в 2009 году, он играл Питера Балмэйна. После своего появления в «Чисто английском убийстве», он стал довольно востребованным актёром и получил множество ролей в ближайшие годы, выступая как на телевидении, так и в кино несколько раз в год.
В 2007 году, Алтин появился в двух фильмах, первым из которых является «Мальчик А», где он сыграл громилу, и, похоже, самым высокобюджетным фильмом в его карьере стал фильм «Порок на экспорт», где он сыграл Экрема.
Он также появился в других крупных телесериалах, включая «Пип-шоу», «Врачи», «Робин Гуд», «Катастрофа», «Новые трюки», «Быть человеком», «Плохие» и «Закон и порядок: Лондон».
Джозеф также исполнял роль Пипара, известного как Пип, в фэнтезийном сериале HBO «Игра престолов».
В 2015 году Алтин появился в двух фильмах, «Наркополис» и «Номер 44». В 2016 году Алтин снялся в короткометражном фильме «Я мечтаю о зомби».

## Фильмография
| Фильмы и телевидение | Фильмы и телевидение         | Фильмы и телевидение                  | Фильмы и телевидение                |
| Годы                 | Фильм или сериал             | Роль                                  | Примечания                          |
| -------------------- | ---------------------------- | ------------------------------------- | ----------------------------------- |
| 1999                 | Психи                        | Гэрри                                 | Эпизод #1.5                         |
| 2000                 | Эстер Кан                    | Сэмюэл (ребёнок)                      |                                     |
| 2002                 | Грязные прелести             |                                       |                                     |
| 2004                 | Блэкпул                      |                                       | Эпизод #1.2                         |
| 2004–2009            | Чисто английское убийство    | Различные персонажи                   | Семь эпизодов                       |
| 2005                 | Джипо                        | Майкл                                 |                                     |
| 2005                 | Закон Мёрфи                  | Филлип                                | Эпизод #3.2                         |
| 2005                 | В дурмане                    | Билл Уайман                           |                                     |
| 2005                 | Золотой час                  | Роберт                                | Эпизод #1.4                         |
| 2005                 | Пип-шоу                      | Грабитель No. 1                       | Эпизод #3.1                         |
| 2006                 | Врачи                        | Лиам Эйткин                           | Эпизод #7.168                       |
| 2006                 | Робин Гуд                    | Бенедикт Гидденс                      | Эпизод #1.1                         |
| 2006–2009            | Катастрофа                   | Различные персонажи                   | Три эпизода                         |
| 2007                 | Рубиново синий цвет          | Фрэнки                                |                                     |
| 2007                 | Порок на экспорт             | Экрем                                 |                                     |
| 2007                 | Мальчик А                    | громила                               |                                     |
| 2007                 | Шоу Омида Джалили            |                                       | Эпизод #1.2                         |
| 2008                 | Западный Лондон              | Рэтти                                 |                                     |
| 2008                 | 10 дней до войны             | молодой парень                        | Эпизод #1.5                         |
| 2008                 | Поппи Шекспир                | Зубин                                 |                                     |
| 2008                 | Новые трюки                  | Стив Пирсон                           | Эпизод #5.7                         |
| 2008                 | Суд над богом                | Айзек                                 |                                     |
| 2008                 | Антигерои                    | Вор                                   | Эпизод #1.1                         |
| 2009                 | Секретные агенты             | Крэнки                                | Эпизод #3.1                         |
| 2009                 | Быть человеком               | Билли                                 | Эпизод #1.5 Эпизод #1.6             |
| 2009                 | Молодая Виктория             | Эдвард Оксфорд                        |                                     |
| 2009                 | Славные люди                 | Рикки                                 | Эпизод #2.4                         |
| 2009–2011            | Плохие                       | Гэри                                  | Эпизод #1.1 Эпизод 3.4              |
| 2010                 | Чудо пицца                   | Паэсано                               | короткометражка                     |
| 2010                 | Закон и порядок: Лондон      | Рэй Коул                              | Эпизод #3.2                         |
| 2010                 | Реджи Перрин                 | молодой босс                          | Эпизод #2.1                         |
| 2011                 | Альбатрос                    | Дэйв                                  |                                     |
| 2011–2012            | Он и она                     | Даррен                                | Эпизод 2.4 Эпизод 3.3               |
| 2011–2014            | Игра престолов               | Пипар                                 | Повторяющийся персонаж, 13 эпизодов |
| 2012                 | Кто получит бриллиант?       | Клегг                                 |                                     |
| 2012                 | Сын                          | Шон Кристи                            | Эпизод #1.1 Эпизод #1.2             |
| 2012                 | Отверженные                  | второй заключённый                    |                                     |
| 2012                 | Сейчас самое время           | Джейк                                 |                                     |
| 2013                 | Холби Сити                   | Алекс Джулс                           | S15E33 Back From the Dead           |
| 2013                 | Любыми средствами            | Джейсон Тёрнер                        |                                     |
| 2013                 | Вендетта                     | Роб                                   |                                     |
| 2013                 | Эффект колибри               | доставщик пиццы                       |                                     |
| 2014                 | Долгое падение               | Мэтти                                 |                                     |
| 2014                 | Номер 44                     | Александр                             |                                     |
| 2014                 | Фабрика футбольных хулиганов | Хорёк                                 |                                     |
| 2015                 | Ривер                        | Кристофер Райли                       | Эпизоды 1,2                         |
| 2017                 | Куртизанки                   | Принц Расселас                        |                                     |
| 2018                 | Алиенист                     | Серебряная Улыбка / Вильям Ван Берген | Три эпизода                         |
| 2019                 | Чернобыль                    | Солдат                                | Эпизод 1                            |

## Музыкальные видео
- Jamie T – If You Got The Money 2007
- Javeon - Give Up 2013

## Награды и номинации
| Год  | Премия                         | Номинация                                               | Роль  | Результат |
| ---- | ------------------------------ | ------------------------------------------------------- | ----- | --------- |
| 2012 | Премия Гильдии киноактёров США | Лучший актёрский состав в драматическом сериале         | Пипар | Номинация |
| 2015 | Премия Гильдии киноактёров США | Лучший актёрский состав в драматическом сериале         | Пипар | Номинация |
| 2020 | CinEuphoria Awards             | Почётная награда (вместе с остальной съёмочной группой) | Пипар | Победа    |